# 덴진마치촌
덴진마치촌(天神町村)은 시즈오카현 후치군·하마나군에 설치되었던 촌이다. 현재의 하마마쓰시 나카구 남동부에 해당한다.